# San Guillermo (Chihuahua)
San Guillermo, también llamada Santa Elena, es una localidad del estado mexicano de Chihuahua que forma parte del municipio de Aquiles Serdán. Se encuentra conurbada con la ciudad de Chihuahua y forma parte de su área metropolitana.

## Historia
El poblado que hoy es San Guillermo tuvo su origen en la formación, por trabajadores de las cercanas explotaciones mineras de Santa Eulalia y de la fundición de Ávalos de dos poblaciones, que recibieron las denominaciones de San Guillermo y Santa Elena.
El 25 de enero de 1941 un decreto del Congreso de Chihuahua fusionó ambos pueblos en uno y le dio el nombre de Nueve Millas pero, como en otros casos similares, este cambio de denominación nunca adquirió verdadero arraigo, y hacia el año de 1960 se retornó a la denominación de San Guillermo, finalmente, en 1995 se le dio la denominación oficial de San Guillermo (Santa Elena), en recuerdo a su origen en dos pueblos.
Durante mucho tiempo san Guillermo fue una pequeña población que al descender la actividad minera cayó en un importante declive, sin embargo, a últimas fecha se desarrollaron en ella nuevos fraccionamientos de vivienda popular como conurbación de la ciudad de Chihuahua, como el Fraccionamiento Aquiles Serdán o Laderas de San Guillermo; además se encuentra en sus inmediaciones el Centro de Readaptación Social (CERESO) de Chihuahua.

## Localización y demografía
San Guillermo se encuentra localizado en el valle al pie de la Sierra de Santa Eulalia, en las coordenadas geográficas 28°35′12″N 105°55′50″O / 28.58667, -105.93056 y a una altitud de 1 546 metros sobre el nivel del mar. Su principal vía de comunicación es la Carretera estatal 246 de Chihuahua que desde la Carretera federal 45 comunica a las poblaciones de Santa Eulalia, Santo Domingo y San Antonio el Grande; además tiene como vías de comunicación alternas el Boulevard Vicente Lombardo Toledano de Chihuahua y el Libramiento Oriente.
De acuerdo al Censo de Población y Vivienda de 2010 realizado por el Instituto Nacional de Estadística y Geografía, San Guillermo tiene una población total de 979 habitantes, de los que 492 son hombres y 487 son mujeres.